# Hierodula striatipes
Hierodula striatipes es una especie de mantis de la familia Mantidae.

## Distribución geográfica
Se encuentra en Java (Indonesia).